# Anna Kovaljova
Anna Kovaljova (Cyrillisch: Анна Ковалёва) (Mahilioŭ, 1 juli 1999) is een schaatser uit Wit-Rusland.
In februari 2015 reed Kovaljova de ploegenachtervolging op het WK voor junioren, waarbij ze negende werd.

## Records

### Persoonlijke records[5]
| Afstand    | Tijd    | Datum            | Baan                |
| ---------- | ------- | ---------------- | ------------------- |
| 500 meter  | 43,24   | 1 februari 2019  | Minsk               |
| 1000 meter | 1.24,36 | 24 november 2018 | Tomaszów Mazowiecki |
| 1500 meter | 2.02,13 | 8 februari 2020  | Calgary             |
| 3000 meter | 4.07,75 | 7 februari 2020  | Calgary             |
| 5000 meter | 7.20,39 | 12 oktober 2019  | Inzell              |

## Resultaten
| Jaar | WK Junioren                                 |
| ---- | ------------------------------------------- |
| 2015 | 30e 3000m                                   |
| 2016 | 29e 3000m                                   |
| 2017 | 34e 3000m                                   |
|      |                                             |
| 2019 | 39e 1000m 19e 1500m 14e 3000m 5e massastart |